# NGC 1134
NGC 1134 (również PGC 10928, UGC 2365 lub Arp 200) – galaktyka spiralna (Sb), znajdująca się w gwiazdozbiorze Barana. Odkrył ją William Herschel 16 października 1784 roku.